# Devonshire House

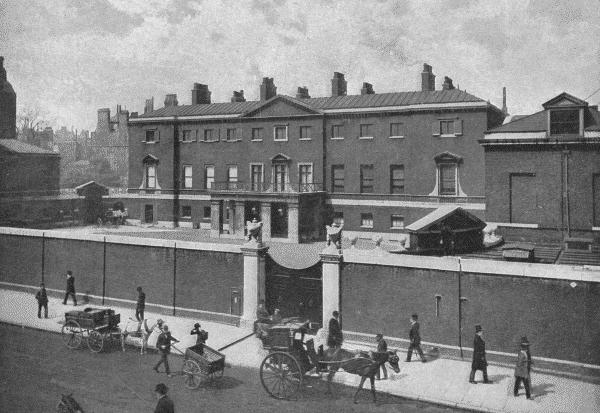
Devonshire House em 1896.

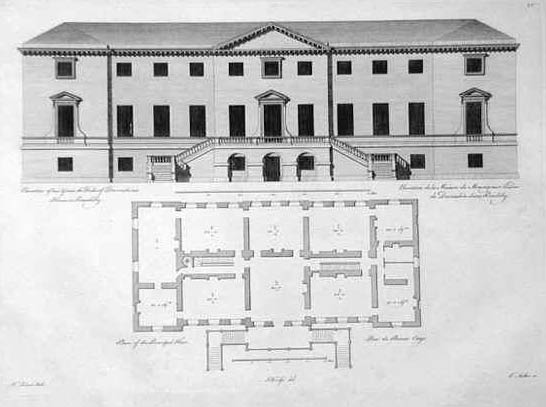
elevação e plano no Vitruvius Britannicus.

Devonshire House foi um palácio inglês localizado em Piccadilly, Londres, tendo sido a residência londrina dos Duques de Devonshire, uma das mais proeminentes famílias aristocráticas da Inglaterra, durante cerca de 200 anos, até à sua demolição na década de 1920. 
Devonshire House foi construída no local de uma antiga mansão chamada Berkeley House, ocupada por Barbara Palmer, 1ª Duquesa de Cleveland, uma amante de Carlos II.

## História

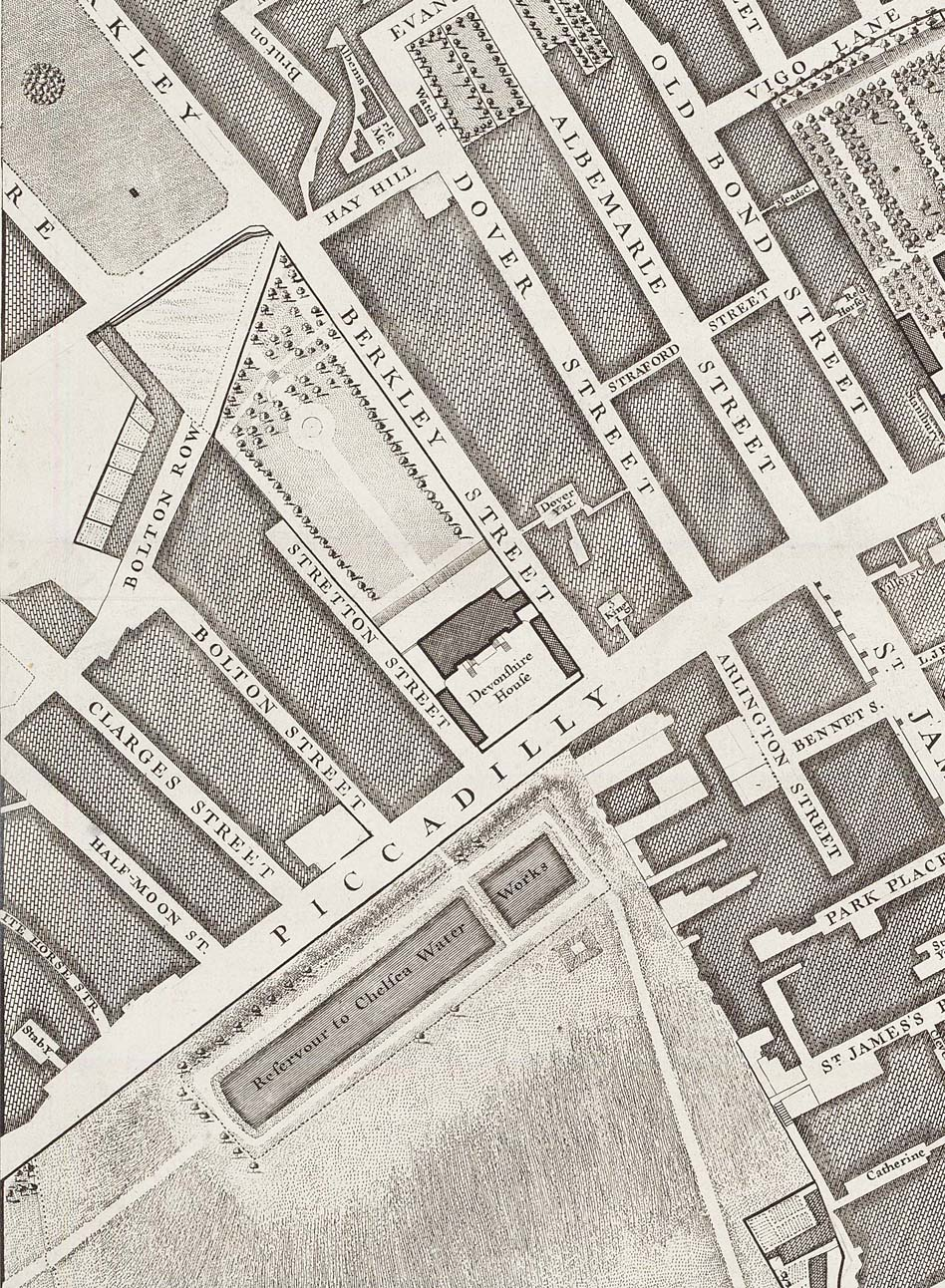
Devonshire House no mapa de Londres de John Rocque (1746).

Devonshire House era um palácio ao estilo Palladiano, construído segundo desenhos de William Kent para substituir uma casa anterior existente no local, que havia sido destruída pelo fogo no início do século XVIII (antes de ser comprada pelo Duque de Devonshire era conhecida por Berkeley House). Tinha um bloco principal flanqueado por duas alas de serviço. Um exterior austero ocultava interiores sumptuosos, o qual albergava a volumosa colecção de arte dos Devonshire, uma das mais refinadas do Reino Unido. Algumas das pinturas encontram-se agora em Chatsworth House, mas muitas foram vendidas ao longo do século XX, algumas para pagar direitos sucessórios. 
Em 1897, o palácio foi cenário de um maciço baile para celebrar o Jubileu de Diamante da Raínha Vitória, no qual esteve presente Alberto Eduardo, Príncipe de Gales (futuro Eduardo VII) e Alexandra da Dinamarca, Princesa de Gales, todos vestidos de fantasia para a ocasião.
Depois da Primeira Guerra Mundial muitas famílias aristocráticas abandonaram as suas tradicionais residências londrinas. Devonshire House foi vendido a investidores tendo sido construído no local um hotel e um bloco de apartamentos. O edificio com frente para Piccadilly, actualmente com escritórios, chama-se Devonshire House.